# Màiri McAllan
Màiri Louise McAllan, née le 14 février 1993 à Glasgow, est une femme politique écossaise, membre du Parti national écossais (SNP).
Elle rentre pour la première fois au gouvernement écossais sous le troisième ministère Sturgeon et occupe plusieurs fonctions ministérielles avant de s'établir sur le cabinet de l'économie sous le gouvernement Yousaf en février 2024. C'est à la suite de son annonce de retrait de l'objectif de réduction d'émissions carbone que le gouvernement connait une crise qui entraine la démission du premier ministre et l'appel à de nouvelles élections pour la direction du parti.

## Biographie

### Premières années
Màiri Louise McAllan est originaire de Biggar (South Lanarkshire) et y a fait l'ensemble de ses études. Ses études supérieures l'amènent à alterner entre l'université de Glasgow où elle étudie le droit écossais et l'étude du droit européen à l'université de Gand en Belgique.
Son éducation politique se fait par son père Ian McAllan qui est également un élu local (conseiller pour Clydesdale) depuis 2017. Elle accompagne également la Première ministre d'Écosse durant les élections générales britanniques de 2015.
Elle tente une première fois de se faire élire au parlement britannique lors des élections de 2017 sur la circonscription de Dumfriesshire, Clydesdale and Tweeddale détenue par le député conservateur David Mundell depuis 2005. Elle échoue finalement et termine 2e avec 30,1 % des voix.